# Raffaele Brignetti
Raffaele Brignetti est un écrivain italien né à Isola del Giglio le 21 septembre 1921 et mort à Milan le 7 février 1978 .

## Biographie
Au cours de la Seconde Guerre mondiale, il combat en Grèce. Après le 8 septembre 1943, date de la capitulation sans condition de l'armée italienne, il est fait prisonnier par les Allemands et reste dans des camps de travail en Allemagne pendant près de deux ans. En 1947, il obtient un diplôme en littérature italienne contemporaine, avec une thèse sur les écrivains de la mer, italiens et étrangers, et en particulier les œuvres de Vittorio Giovanni Rossi.
Il commence une carrière de journaliste à Rome au Il Tempo, Il Giornale d'Italia et enfin au Corriere della Sera, qu'il quitte en 1961, lorsque, à la suite d'un accident de voiture, il devient paralysé. Malgré ce handicap, il publie des livres qui récolteront de nombreux prix littéraires dont le prix Viareggio pour Il gabbiano azzurro (La Mouette bleue) en 1967 et le prix Strega pour La spiaggia d'oro (non traduit) en 1971. En 1960, il a également collaboré avec le Pioniere dans lequel certaines de ses histoires en italien ont été publiées.
Le prix littéraire Ile d'Elbe - Raffaele Brignetti lui est dédié.

## Thématique
Le sujet prédominant de ses romans est essentiellement lié au thème de la vie maritime, où l'action extravagante de la destinée tresse de manière insolite dans une même réalité unique, la vie réelle aux épisodes imaginaires et absurdes.
La plus grande partie des romans de Brignetti ont comme argument ou comme décor la mer, mais ne se caractérisent pas tant par un goût pour l'aventure ou le pittoresque, que par un sens subtil du mystère et du suspense. Ils racontent des cas curieux et tragiques où la mer semble se faire l'instrument d'un douloureux et dérisoire destin.

## Œuvres en français
- La Mouette bleue, [« Il gabbiano azzurro »], trad. de Brigitte Pérol, Paris, éditions Gallimard, coll. « L'arpenteur. Domaine italien », 2001, 239 p.  (ISBN 2-07-075667-X)

## Source
- (it) Cet article est partiellement ou en totalité issu de l’article de Wikipédia en italien intitulé « Raffaele Brignetti » (voir la liste des auteurs).